# میلواکی
میلواکی (به انگلیسی: Milwaukee) بزرگ‌ترین شهر ایالت ویسکانسین و سی امین شهر پرجمعیت در ایالات متحده آمریکاست.
تیم میلواکی باکز از این شهر و دانشگاه ویسکانسین در میلواکی در اینجا واقع است.
از آثار دیدنی این شهر می‌توان موزه هنر میلواکی را نام برد.
نخستین گروه اروپایی که از این منطقه عبور کردند مبلغان مذهبی فرانسوی و بازرگانان خز بودند. در سال ۱۸۱۸ کاشف فرانسوی‌تبار کانادایی سالومون ژونو در این منطقه سکونت گزید و در سال ۱۸۴۶ شهر ژونو با دو شهر مجاور ادغام شده و به عنوان شهر میلواکی شناخته شد. ورود شمار زیادی مهاجر آلمانی و دیگران به افزایش جمعیت شهر در طول دهه ۱۸۴۰ و دهه‌های پس از آن کمک کرد. آبجوهای ساخت میلواکی معروف هستند.
افزوده‌های تازه به این شهر عبارتند از گذرگاه کنار رودخانه‌ای میلواکی، مرکز دلتا، پارک میلر، موزه هنر، تئاتر، و اسکله ویسکانسین. افزون بر این آسمان‌خراش‌های جدید و آپارتمانی تازه‌ای در محله‌ها و در نزدیکی دریاچه و رودخانه ساخته شده‌اند.
واژه میلواکی احتمالاً تغییر شکل یافته واژه «اومینوواکینگ» است که در زبان سرخ‌پوست‌های محل به معنای «محل گرد هم آمدن [در کنار آب]» بوده‌است.

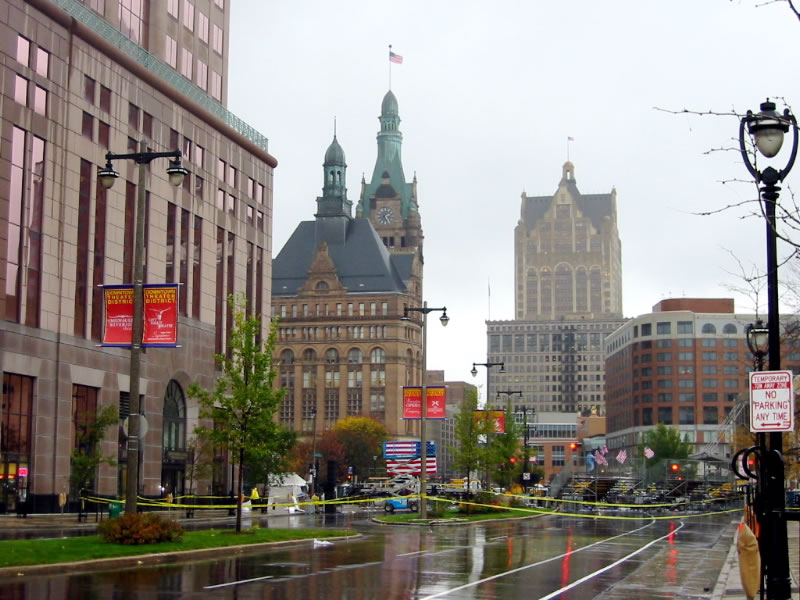
مرکز شهر میلواکی.

## نگارخانه

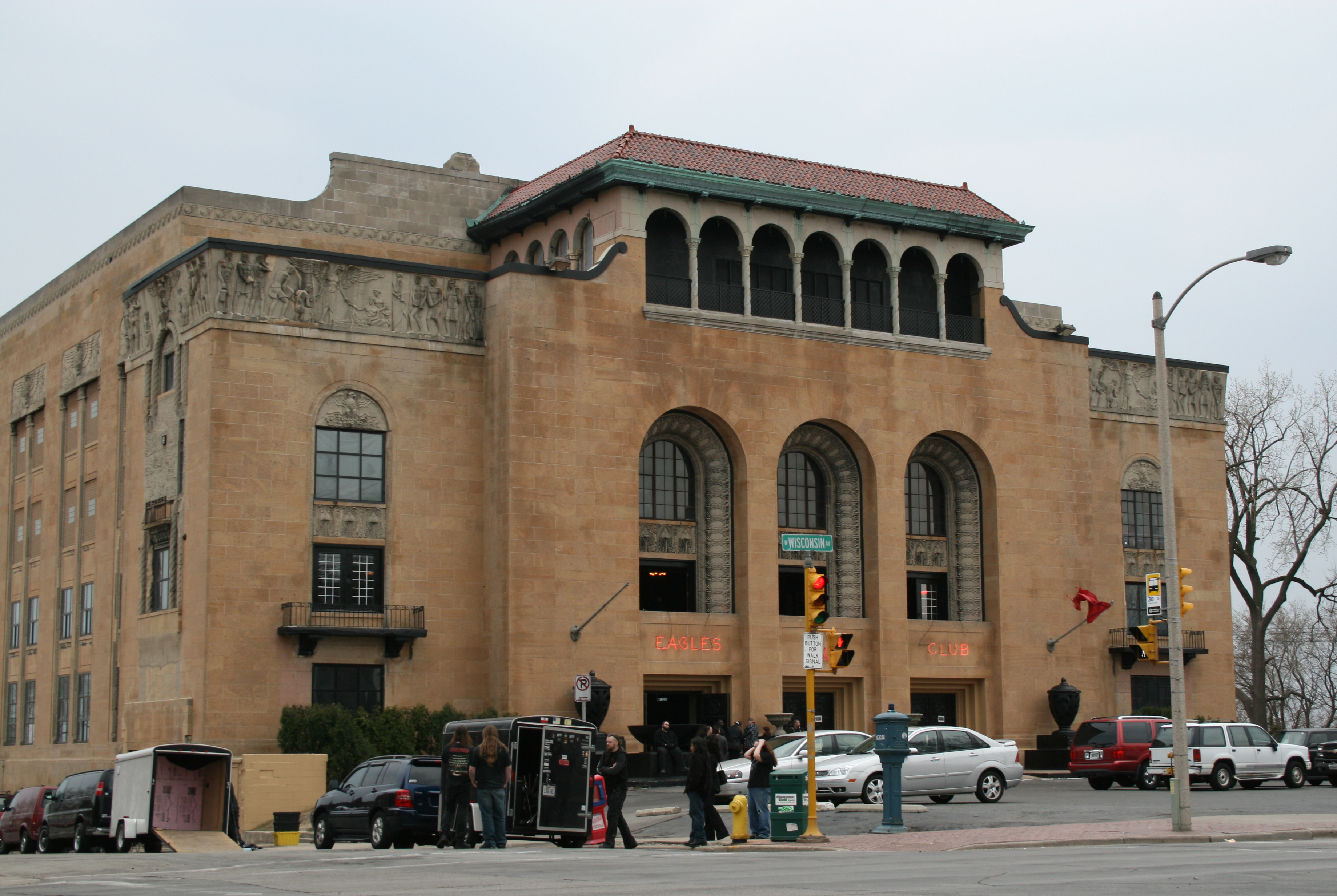
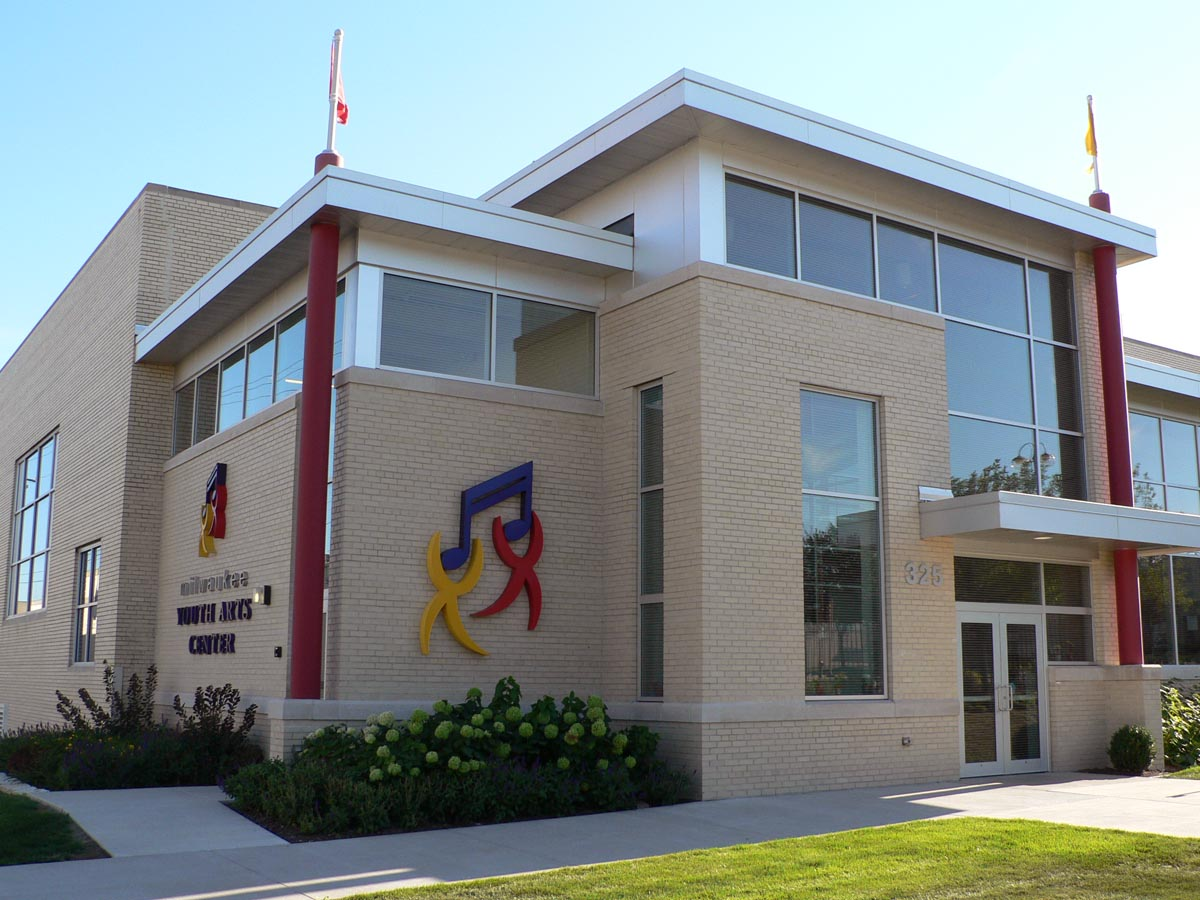
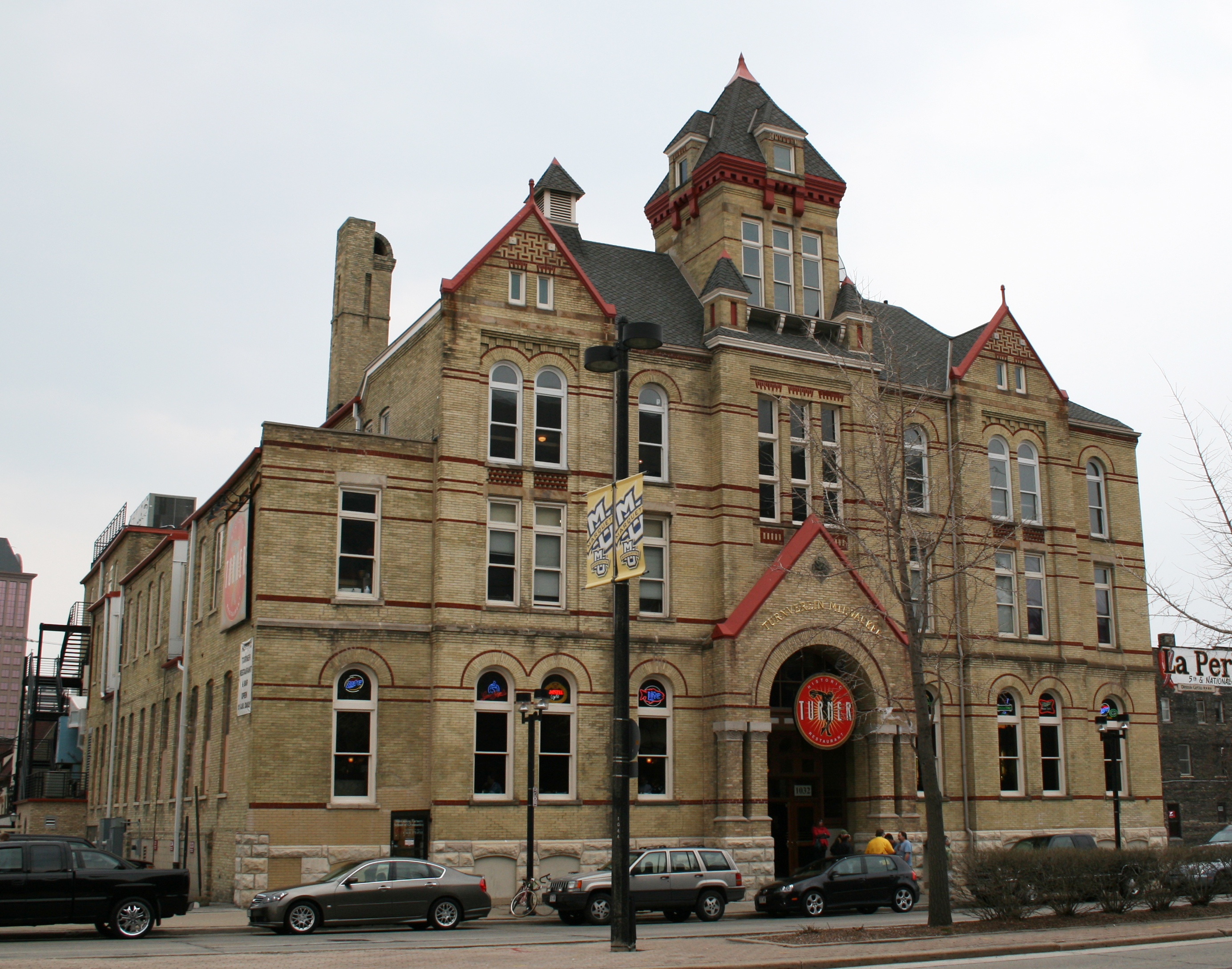